# 片方善治
片方 善治（かたがた ぜんじ、1928年3月9日 - ）は、日本の電気技術者、電気通信学者、システム工学者、文筆家、翻訳家。成安造形大学名誉教授。
情報文化学会会長、名誉会長。高崎商科大学客員教授、金城学院大学特任教授、日本DEVNET協会会長。
専門の電気通信以外にも、ビジネス書、子供向け、伝記、英語、酒、話し方、仏教などについて多くの一般向け著作をなしている。
書道の雅号は片方 大幹。

## 経歴
岩手県北上市生まれ。
カーネギーメロン大学卒業後、同大学院電子工学専攻修士課程修了、コロンビア大学大学院通信システム工学専攻修士課程修了。
1966年「狭帯域符号化変調方式に関する研究」で北海道大学工学博士。日本電信電話公社勤務、1960年同計画局のち、工学院大学講師、1969年助教授。
1971年システム研究センター理事長。成安造形大学教授。1998年名誉教授。
1963年にオーム賞受賞。

## 親族
- 義父：及川規（妻の父、弁護士・衆議院議員）[3]

## 著書
- 『詳解伝送工学演習』（葵書房） 1957
- 『無線用英語の研究 三級』（電子工学社、無線従事者国家試験英語研究シリーズ） 1957
- 『無線用英語の研究 一・二級』（電子工学社、無線従事者国家試験英語研究シリーズ） 1957
- 『エジソン 発明の天才』（下高原千歳絵、岩崎書店、少国民の偉人物語文庫） 1959、のち国土社
- 『最新通信工学』（恒星社厚生閣） 1959
- 『ジョン・万次郎の生涯』（刀江書院） 1959
- 『ディズニー 漫画映画の王様』（武部本一郎絵、岩崎書店、少国民の偉人物語文庫） 1959
- 『宇宙通信』（恒星社厚生閣、中学天文教室） 1960
- 『洋酒入門』（社会思想研究会出版部、現代教養文庫） 1960
- 『頭のテッペンから爪先まで』（金森馨画、青春出版社、青春新書） 1961
- 『これだけは常識である 科学』（青春出版社、青春新書） 1961
- 『電気英語演習 電気英語の綜合的研究』（産業図書） 1961
- 『電子工学』（山海堂） 1961
- 『無線用英語 3級通検テキスト』（山海堂） 1961
- 『高校生の手帖』（青春出版社、青春新書） 1962
- 『電化生活案内 ヒューズからクーラーまで』（社会思想社、現代教養文庫） 1962
- 『話が強くなる術 話題をひきだす処方箋』（青春出版社、ライフブックス） 1962
- 『会社の選び方 実戦的就職案内』（大和書房、実用新書） 1964
- 『センイの革命 世紀の産業』（あかね書房、少年少女20世紀の記録） 1964
- 『トランジスタ増幅回路の設計法 補聴器からHi-Fiまで』（産報、電子科学シリーズ） 1964
- 『考えよ考えよ考えよ IBM社の成長戦略』（講談社、ミリオン・ブックス） 1965
- 『生活経営学 ビジネスマン24時間の科学』（文芸春秋新社、ポケット文春） 1965
- 『話し方の魔術 面話術入門』（大和書房、ペンギン・ブックス） 1965
- 『飲酒短期大学 酒と楽しくつきあう法』（大和書房、ペンギン・ブックス） 1966
- 『資本戦争 資本自由化時代の内幕』（講談社、ミリオン・ブックス） 1966
- 『パルス応用工学』（電気書院） 1966
- 『ビジネスマン365日の科学』（文芸春秋、ポケット文春） 1966
- 『創造性開発の技法』（ラティス） 1967
- 『戦う日本企業 海外戦略をさぐる』（日本経済新聞社、日経新書） 1967
- 『直流回路』（電気書院、プログラムド スタディー シリーズ） 1967
- 『交流回路』（電気書院、プログラムド スタディー シリーズ） 1967
- 『電子計算機』（電気書院、プログラムド スタディー シリーズ） 1968
- 『MISが会社を変える 部課長は不要になるか』（徳間書店） 1968
- 『仮面の帝国 世界を狙う巨大企業』（潮新書） 1968
- 『広帯域信号回路』（日刊工業新聞社、電子回路設計シリーズ） 1968
- 『未来への挑戦者 知識産業に賭ける5人の男』（ダイヤモンド社） 1968
- 『エレクトロニクスへの挑戦』（日刊工業新聞社） 1969
- 『企業合併 栄光と悲劇』（鹿島研究所出版会） 1969
- 『システム開発』（産業能率短期大学出版部） 1969
- 『システム工学概論』（オーム社） 1969
- 『システム産業 機能的複合産業時代の到来』（東洋経済新報社） 1969
- 『システム入門』（日本経済新聞社、日経文庫） 1969
- 『電気理論』（電気書院、プログラムド・スタディー・シリーズ） 1969
- 『日本IBMの経営 成長要因の徹底的研究』（日本実業出版社） 1969
- 『話し方の魔術 <面話術>入門』（大和書房、ダイワブックス） 1969
- 『人の心を動かす応待術 悲劇の脱落者とならないために』（大和書房、ダイワブックス） 1969
- 『問題解決のシステム的方法』（日本経営出版会） 1969
- 『MISの創造的活用 混沌からの脱出』（東洋経済新報社） 1970
- 『コンピュータ時代』（あかね書房、少年少女20世紀の記録） 1970
- 『シンクタンク 現状と展望』（日本生産性本部） 1970
- 『世界の松下・ソニー・本田 世界にのびる日本の産業と人』（名取満四郎絵、偕成社、少年少女ドキュメンタリー） 1970
- 『知的連繋社会 未来への洞察』（産業能率短期大学出版部） 1970
- 『データ通信時代』（日本放送出版協会、NHKブックス） 1971
- 『問題解決の技術 ビジネス挑戦者のために』（日本生産性本部） 1971
- 『映像化社会 ソシオ・テクノクラシーの発想』（三省堂新書） 1972
- 『ソフト・テクノロジィ入門 科学の新しい用法』（毎日新聞社、エコノミスト新書） 1972
- 『ビューティフル経営の秘密 富士ゼロックスの徹底的研究』（日本実業出版社） 1972
- 『1980年の社会とエレクトロニクス』（電波新聞出版部） 1973
- 『ワイン入門』（社会思想社、現代教養文庫） 1973
- 『低公害自動車の知識』（カルチャー出版社、文明と科学） 1974
- 『電子回路の使い方』（産報） 1974
- 『電子回路の見方』（産報） 1974
- 『カクテル入門』（社会思想社、現代教養文庫） 1975
- 『警察のシステム工学』（啓正社、警察教養選書） 1975
- 『経営の着眼点 58の座右ポイント』（マネジメント社） 1976
- 『創造力』（日本経営者団体連盟弘報部、部課長自己啓発シリーズ） 1977
- 『危機管理の技術 不安の時代を確実に生き抜く法』（ごま書房、ゴマブックス） 1978
- 『予測・近未来商品 変貌する社会と新市場』（日本法令様式販売所） 1978
- 『予測・有望市場 国際市場への挑戦』（日本法令様式販売所） 1978
- 『リスク・マネジメント 危険充満時代の新・成長戦略』（プレジデント社） 1978
- 『片方善治の参謀経営の時代 1 経営参謀 戦略スタッフと危機戦略』（ビジネス社） 1979
- 『片方善治の参謀経営の時代 2 情報参謀 危機予測と情報戦略』（ビジネス社） 1979
- 『片方善治の参謀経営の時代 3 作戦参謀 企画開発と市場創造戦略』（ビジネス社） 1979
- 『オフィス・オートメーション入門 これからのオフィスはどう変わるか』（日本能率協会） 1980
- 『続・経営の着眼点』（マネジメント社） 1980
- 『「OA時代」をどう生き抜くか 「ビジネス新時代」への対応戦略』（PHP研究所） 1981
- 『OA推進のチェックリスト』（税務経理協会、チェックリストシリーズ） 1981
- 『成長産業の読み方 技術予測からの視点』（ビジネス社） 1981
- 『FA・ロボット入門』（啓学出版、K&Gブックス） 1982
- 『電子ビジネス革命 新情報化で変わる証券・金融界の未来』（日本能率協会） 1982
- 『常識としてのコンピュータ入門 ソフトから学べば誰でもわかる!』（PHP研究所） 1983
- 『ニューメディア・ニュービジネス戦略 ビジネス・チャンスを逃すな』（ビジネス社） 1983
- 『流通ニューメディア革命 ホームショッピング時代が来る』（ビジネス社） 1983
- 『INS明日はこう変わる』（ビジネス社） 1984
- 『戦略的ビジネスマンのための情報力の鍛え方 何を読みとり、どう活かすか』（PHP研究所） 1984
- 『ホームオートメーション明日はこう変わる』（ビジネス社） 1984
- 『松下グループのTA戦略 高度情報時代に挑む家電王国』（プレジデント社） 1984
- 『IBM帝国「成長の発想」』（講談社） 1985
- 『1997年の山田さん一家 その時、家庭は、生活は、街は、職場は?』（ロングセラーズ、ムックの本） 1985
- 『伸びる男の行動訓365』（日本経営者団体連盟弘報部） 1985、のち改題文庫化『伸びる男の行動訓』（三笠書房、知的生きかた文庫） 1989
- 『ハイテク未来探険 科学万博つくば’85から21世紀を読む』（ビジネス社） 1985
- 『バイオニクス コンピュータはハートを持てるか』（啓学出版） 1985
- 『運命を開く 決定版』（三笠書房） 1986
- 『流通ネットワーク革命』（ビジネス社） 1986
- 『高度情報化社会のゆくえ』（日本電気文化センター、C&C文庫） 1987
- 『システム工学と仏教 「人間主役」時代の生きる知恵』（佼成出版社、ダルマブックス） 1987
- 『図解でわかる超電導 その理論、解説、応用、材料、夢の世界まで。』（山下出版） 1987
- 『頭はこう使えば鋭くなる!』（三笠書房） 1988
- 『仕事の与え方・任せ方 部下のやる気を引き出す』（清話会出版、リーダーズブック） 1988
- 『首都大改造 図解テレポートとビジネス戦略』（山下出版） 1988
- 『戦略は現場にあり 松下電器・谷井昭雄社長の経営』（講談社） 1988
- 『感性市場のネットワーク革命』（世界文化社） 1989
- 『「再構築」時代の新経営 つくる経済からわける経済へ』（佼成出版社） 1989
- 『資生堂IS(インテリジェント・ショップ)革命への挑戦 感性映像社会の成長戦略』（山下出版） 1989
- 『社会システム産業 セコム会長・飯田亮の戦略と発想』（講談社ビジネス） 1989
- 『電子銀行』（日本電気文化センター） 1989
- 『ビジネスファジー革命の時代 企業を伸ばす「あいまい対応」の知恵』（ビジネス社） 1989
- 『ヨコハマ未来探険 YES’89 横浜博覧会ハンドブック』（山下出版） 1989
- 『オンライン情報処理完全制覇. オンラインシステムの設計技術編』（リックテレコム、短期総仕上げシリーズ） 1990
- 『新ビジネス参謀 21世紀型企業への創造戦略』（毎日コミュニケーションズ） 1990
- 『PI時代の自分の才能・創造力・発想力の高め方』（山下出版） 1990
- 『ワンランク上の人生をめざせ! 事の成就は願望することから始まる』（日新報道） 1990
- 『激突する情報通信 未来へのチャレンジャー』（ダイヤモンド社、現代を動かすトップリーダー） 1991
- 『トップが語る「美しい企業の文化」』（毎日コミュニケーションズ） 1991
- 『日曜日だからシステム学をかじっておこう』（中経出版） 1991
- 『システムの原理・原則 ビジネスに役立つ』（総合法令、原理・原則シリーズ） 1992
- 『知能システム工学 ファジィ・ニューロ・AI・学習システムの統合』（海文堂出版、プラタンbooks） 1993
- 『自己発見の三つのシステム 仏教の知恵を学んであなたは変わる』（佼成出版社） 1993
- 『心が安らかになる本 仏教に学ぶ人生三十四の知慧』（PHP研究所） 1994
- 『図解・マルチメディア・ビジネスのすべて その世界とビジネスチャンスがわかる』（山下出版） 1994
- 『頭が冴える瞑想法 ひらめきの"バネ"を強くする超ノウハウ』（PHP研究所） 1995
- 『企業と危機管理 強い経営体質は、ここから生まれる!』（PHP研究所） 1995
- 『リスクマネジメント革命 「攻めの経営」のための理論と実践』（プレジデント社） 1995
- 『サイバースペース 未踏の仮想空間を見通す知恵』（海文堂出版） 1996
- 『インターネット広告革命 テレビとパソコンが融合する時代 デジタル時代の宣伝技法』（同文書院） 1997
- 『超物流革命 電子商取引時代の競争力 商流・物流・情報流の統合』（同文書院インターナショナル） 1997
- 『架け橋 詩集』（詩歌文学刊行会） 2001

### 共著編
- 『伝送工学 有線篇』（秋山守雄共著、文雅堂書店） 1961
- 『飲む酒を読む本 人生を活かす知恵』（芝田喜三代共著、青春出版社、ライフブックス） 1961
- 『トランジスタ電子工学 物性と回路』（松森義衛, 月花靖雄, 張甲淳共著、山海堂） 1962
- 『人間と組織をどう活かすか 経営近代化の問題点』（共著、文雅堂書店） 1962
- 『電気通信工学入門演習』（秋山守雄, 秋庭弘共編、産業図書） 1963
- 『銀行経営の合理化』（市川栄一郎共著、文雅堂銀行研究社、銀行選書） 1965
- 『電子回路実験シリーズ』（金子豪男共著 産報） 1965
- 『トランジスタビデオ回路の設計法』（共著、産報、電子科学シリーズ） 1965
- 『電子回路計算法』（張甲淳共著、日刊工業新聞社） 1967
- 『現代情報論集 第2 経営編』（編、ぺりかん社） 1968
- 『トランジスタパルス回路』（木納崇, 金子豪男共著、日刊工業新聞社、電子回路設計シリーズ） 1968
- 『現代情報論集 第3 応用篇』（編、ぺりかん社） 1969
- 『知識産業 その成立から未来まで』（安田寿明共著、ダイヤモンド社） 1969
- 『半導体IC論理回路』（生沼徳二, 木下英実共著、日刊工業新聞社、電子回路設計シリーズ） 1969
- 『情報化社会』全7巻（林雄二郎, 白根礼吉共編、毎日新聞社） 1970
- 『日本の知識産業 その発展動向を探る』（佐貫利雄共著、ダイヤモンド社） 1970
- 『システム用語辞典』（編、日本経済新聞社、日経文庫） 1971
- 『社会工学 社会システムの理論と応用』（林雄二郎共著、筑摩書房、筑摩総合大学） 1971
- 『欲望産業』（編、毎日新聞社、エコノミストシリーズ） 1971
- 『線形電子回路演習』（編著、日刊工業新聞社） 1972
- 『プログラマーのための情報処理用語事典』（編、東栄堂、法経ライブラリー） 1972
- 『享楽産業』（転法輪圭, 森川宗弘共著、毎日新聞社） 1973
- 『事業開発システム』（編著、新技術開発センター） 1975
- 『ZK法入門 全員参加の問題解決法』（田島伸浩共著、日本経営者団体連盟弘報部） 1978
- 『ZK法の使い方 問題解決と教育訓練への具体的展開』（田島伸浩共著、日本経営者団体連盟弘報部） 1979
- 『片方善治のマイコン教室』（谷口啓一共著、産業図書） 1980
- 『片方善治のパソコン教室』（谷口啓一共著、産業図書） 1981
- 『ビジネス・ビデオ入門 販売促進への活用法』（前田義寛共著、ビジネス社） 1981
- 『片方善治のビジネス・プログラミング教室 PC-8001MkⅡ』（谷口啓一共著、産業図書） 1983
- 『片方善治のマイコン用語早わかり パソコン,マイコン関係用語の基礎知識』（谷口啓一共編、産業図書） 1983
- 『図解パソコン・遊びながら覚える本 ゲームからビジネスプログラムまで』（谷口啓一共著、ビジネス社） 1983
- 『手作りロボット入門 マイロボットを作る』（平林千春共著、啓学出版、K&Gブックス） 1983
- 『高度情報化社会事典 21世紀社会の扉をひらく』（編著、日本英語教育協会） 1984
- 『簡略ZK法入門 全員参加の問題解決法』（田島伸浩共著、日本経営者団体連盟弘報部） 1985
- 『21世紀早わかり事典 これからどう変わる』（未来を考える集団共著、日本英語教育協会） 1985
- 『新事業展開マニアル』（編著、新技術開発センター） 1987
- 『高度都市開発先端技術集成』（森地茂ほか共編、サイエンスフォーラム） 1988
- 『32ビット時代パソコン入門 常識としての基礎から最新ノウハウまで』（谷口啓一共著、山下出版） 1989
- 『オンライン情報処理完全制覇 ハードウェア・ソフトウェア編』（竹本宜弘共著、リックテレコム、短期総仕上げシリーズ） 1990
- 『オンライン情報処理実戦問題集 短期合格に直結 全既出問題と必須予想問題を収録 1990年版』（菅原光政, 杉原敏夫共著、リックテレコム） 1990
- 『パーセプション・ギャップ 日米欧トップ経営者736人の"心情"』（NOMA 共編著、日本経営協会総合研究所） 1990
- 『セコムの「新連邦経営」 独立と統合21世紀型ビジネスデザイン』（H・T・シマザキ共著、毎日新聞社） 1992
- 『感性メディア論 人間情報化社会と産業』（鳰原恵二, 菊地実共著、海文堂出版） 1993
- 『情報文化入門』（今井賢共著、海文堂出版） 1994
- 『e-ネットビジネス これからの情報流通産業』（谷口啓一共著、森北出版） 1999
- 『遺伝子が教える「勝つ経営」の法則』（村上和雄共著、コスモ教育出版 2010

### 監修
- 『10億ドルの頭脳が続々くる』（監修、自由国民社） 1968
- 『マルチメディア産業応用技術大系』（監修、フジ・テクノシステム） 1997
- 『e-コマースシステム技術大系』（監修、フジ・テクノシステム） 2001
- 『情報文化学ハンドブック』（監修、情報文化学会編、森北出版） 2001
- 『ビジネス方法特許ハンドブック ビジネス方法の特許化・設計・戦略の大系化』（岡村久道, 夏井高人共監修、フジ・テクノシステム） 2002
- 『ITセキュリティソリューション大系』（監修、フジ・テクノシステム） 2004
- 『クラウド時代と〈クール革命〉』（角川歴彦、監修、角川oneテーマ21） 2010

## 翻訳
- 『宇宙兄弟のひみつ』（ロバート・A・ハインライン、武部本一郎絵、岩崎書店、少年少女宇宙科学冒険全集） 1960
- 『恐竜の足あと』（ドイル、武部本一郎絵、岩崎書店、ドイル冒険・探偵名作全集2） 1960
- 『地球最後の日』（ドイル、下高原千歳絵、岩崎書店、ドイル冒険・探偵名作全集5） 1960
- 『ぶな屋敷の怪事件』（ドイル、依光隆絵 岩崎書店、ドイル冒険・探偵名作全集13） 1965
- 『青い洞窟の怪』（ドイル、岩井泰三絵　岩崎書店、ドイル冒険・探偵名作全集19） 1965
- 『ベクトル電気磁気学』（Waren B.Boast、玄地宏共訳、近代科学社） 1967 - 1971
- 『創造性と新技術の開発』（J・W・エーフル、監訳、奥田琴代訳、ラテイス） 1969
- 『ファッション販売促進ハンドブック』（A・ウインターズ, S・グッドマン、鎌倉書房） 1971
- 『情報とプライバシー』（アーサー・R・ミラー、饗庭忠男共監訳、ダイヤモンド社） 1974
- 『現代コンピュータ基礎用語辞典』（ドナルド・D・スペンサー、監訳、啓学出版） 1985

## 論文
- 片方善治